# V Universiade
La V Universiade estiva (1967年夏季ユニバーシアード) si svolse a Tokyo, in Giappone, dal 27 agosto al 4 settembre 1967.

## Sport
- Atletica leggera (dettagli)
- Ginnastica artistica (dettagli)
- Judo (dettagli)
- Pallacanestro (dettagli)
- Pallavolo (dettagli)
- Pallanuoto (dettagli)
- Scherma (dettagli)
- Nuoto (dettagli)
- Tennis (dettagli)
- Tuffi (dettagli)

## Medagliere
Evidenziato il paese organizzatore.
| Pos. | Nazione        |    |    |    | Tot. |
| ---- | -------------- | -- | -- | -- | ---- |
| 1    | Stati Uniti    | 31 | 21 | 6  | 58   |
| 2    | Giappone       | 19 | 18 | 24 | 61   |
| 3    | Germania Ovest | 8  | 9  | 5  | 22   |
| 4    | Regno Unito    | 4  | 11 | 9  | 24   |
| 5    | Francia        | 4  | 5  | 14 | 23   |
| 6    | Italia         | 4  | 5  | 9  | 18   |
| 7    | Svezia         | 2  | 1  | 2  | 5    |
| 8    | Australia      | 2  | 0  | 4  | 6    |
| 9    | Svizzera       | 2  | 0  | 0  | 2    |
| 10   | Corea del Sud  | 1  | 9  | 1  | 11   |
| 11   | Austria        | 1  | 1  | 3  | 5    |
| 11   | Finlandia      | 1  | 1  | 3  | 5    |
| 13   | Paesi Bassi    | 1  | 1  | 1  | 3    |
| 14   | Costa d'Avorio | 1  | 0  | 0  | 1    |
| 14   | Spagna         | 1  | 0  | 0  | 1    |
| 14   | Jugoslavia     | 1  | 0  | 0  | 1    |
| 17   | Canada         | 0  | 2  | 0  | 2    |
| 18   | Messico        | 0  | 1  | 0  | 1    |
| 18   | Filippine      | 0  | 1  | 0  | 1    |
| 20   | Brasile        | 0  | 0  | 4  | 4    |
| 21   | Belgio         | 0  | 0  | 1  | 1    |
| 21   | Hong Kong      | 0  | 0  | 1  | 1    |
| 21   | Portogallo     | 0  | 0  | 1  | 1    |